# Bosch (serial telewizyjny)
Bosch – amerykański serial telewizyjny (thriller, dramat kryminalny) wyprodukowany przez Amazon Studios oraz Fabrik Entertainment. Twórcą serialu jest Michael Connelly, pisarz serii książek o detektywie Harrym Boschu.

## Emisja
Wszystkie 10 odcinków pierwszej serii został udostępniony 13 lutego 2015 r. na platformie Amazon Prime Video. Autorami scenariusza są Eric Overmyer i Michael Connelly. Pierwszy sezon jest adaptacją trzech powieści „Cmentarzysko”, „Echo Park” i „Betonowa blondynka”. Drugi sezon jest adaptacją książek: „Muzyka z kufra” oraz niewydanej w Polsce, „The Drop”. Trzeci sezon jest adaptacją powieści: „Czarne echo” i „Ciemność mroczniejsza niż noc”. Czwarty sezon jest adaptacją powieści „Schody Aniołów”. W Polsce sezon 1 i 2 był emitowany na kanale 13 Ulica a sezon 3 i 4 na platformie Amazon Prime Video.

## Fabuła
Serial opowiada o detektywie Harrym Boschu, który pracuje w wydziale zabójstw w Los Angeles.

### Sezon 1
Detektyw Harry Bosch zajmuje się tropieniem mordercy 13-letniego chłopca, którego szczątki znaleziono na wzgórzach Hollowoodu. W tym samym czasie, przeciwko Harry'emu toczy się proces sądowy o zamordowanie z zimną krwią seryjnego mordercy.

### Sezon 2
Detektyw Bosch prowadzi śledztwo w sprawie śmierci hollywoodzkiego producenta, który prał brudne pieniądze mafii. Zajmuje się także szukaniem seryjnego mordercy Chiltona Hardy'a. Córce i byłej żonie Boscha grozi niebezpieczeństwo.

## Obsada

### Role główne
- Titus Welliver jako detektyw Harry Bosch – 60 odcinków[2]
- Jamie Hector jako detektyw Jerry Edgar – 60 odcinków
- Amy Aquino jako por. Grace Billets – 60 odcinków
- Lance Reddick jako Irvin Irving, szef departamentu – 60 odcinków
- Annie Wersching jako Julia Brasher, policjantka – 11 odcinków
- Sarah Clarke jako Eleanor Wish – 24 odcinki
- Jason Gedrick jako Raynard Waits – 8 odcinków
- Madison Lintz jako Maddie, córka Boscha[3] – 56 odcinków

### Role drugoplanowe
- Scott Wilson jako dr Paul Guyot – 3 odcinki[2]
- Mimi Rogers jako Honey Money Chandler – 28 odcinków
- Alan Rosenberg jako dr. William Golliher – 4 odcinki
- Mark Derwin jako kpt. Harvey Pounds – 9 odcinków
- Abraham Benrubi jako Rodney Belk – 4 odcinki
- Troy Evans jako detektyw Johnson – 51 odcinków
- Gregory Scott Cummins jako detektyw Moore – 45 odcinków
- Steven Culp jako D.A. Richard Rick O'Shea – 19 odcinków
- Scott Klace jako John Mankiewicz, sierżant – 43 odcinki
- Paul Vincent O'Connor jako Alan M. Keyes, sędzia – 4 odcinki
- Adam O'Byrne jako Nate Tyler – 5 odcinków
- Deji LaRay jako Julius Edgewood, policjant – 28 odcinków
- DaJuan Johnson jako Rondell Pierce, policjant – 46 odcinków
- Veronica Cartwright jako Janet Saxon – 4 odcinki
- Rose Rollins jako detektyw Kizmin Rider – 8 odcinków
- Brent Sexton jako Carl Nash, były detektyw (sezon 2)[4] – 10 odcinków
- Erika Alexander jako Connie Irving, profesor college'u (sezon 2)[5] – 10 odcinków
- Jeri Ryan jako Veronica Allen, była striptizerka, żona producenta porno (sezon 2)[6] – 12 odcinków
- Daya Vaidya jako Jen Kowalski, szefowa gabinetu burmistrza (sezon 2)[7] – 19 odcinków
- Jeffrey Pierce jako Trevor Dobbs (sezon 3)[8] – 7 odcinków
- Arnold Vosloo jako Radael Tafero, były policjant (sezon 3)[9] – 9 odcinków
- Christopher Backus jako Woody Woodrell, były policjant (sezon 3)[10] – 5 odcinków
- Paul Calderon jako Jimmy Robertson – 25 odcinków[2]
- Linda Park jako Jun Park – 20 odcinków
- John Eddins jako Wash – 18 odcinków
- Jacqueline Obradors jako Christina Vega – 18 odcinków
- Ingrid Rogers jako Latonya Edgar – 16 odcinków
- Joni Bovill jako Ida – 15 odcinków
- Yancey Arias jako burmistrz Hector Ramos – 14 odcinków
- Celestino Cornielle jako Charlie Hovan, agent DEA – 14 odcinków
- John Getz jako Bradley Walker – 13 odcinków
- Winter Ave Zoli jako Amy Snyder – 13 odcinków
- John Marshall Jones jako Jay Griffin, agent specjalny – 13 odcinków
- Ryan Ahern jako Ray Powers, oficer policji – 13 odcinków
- Jacqueline Pinol jako Julie Espinosa – 13 odcinków
- David Marciano jako Brad Coniff – 13 odcinków
- Mark Herrier jako kpt. Dennis Cooper – 13 odcinków
- Mataeo Mingo jako Jack Edgar – 12 odcinków
- Jamie Anne Allman jako Elizabeth Clayton – 12 odcinków
- Eric Ladin jako Scott Anderson – 11 odcinków
- Jason Sims-Prewitt jako Victor Rhodes, oficer policji – 11 odcinków
- Monti Sharp jako mężczyzna na rowerze – 10 odcinków
- Cynthia Kaye McWilliams jako Joan Bennett, detektyw – 10 odcinków
- Paola Turbay jako Anita Benitez, agent DDA – 9 odcinków
- Robbie Jones jako George Irving – 9 odcinków
- Tamberla Perry jako Gabriella Lincoln – 9 odcinków
- Jamie McShane jako Francis Sheehan – 9 odcinków
- Verona Blue jako Shaz – 9 odcinków
- Mason Dye jako Tom Galligan – 9 odcinków
- Richard Brooks jako Dwight Wise – 9 odcinków
- Treva Etienne jako Jacques Avril – 9 odcinków
- Abby Brammell jako Heather Strout – 9 odcinków
- Matthew Lillard jako Luke Lucky Rykov – 8 odcinków
- Bianca Kajlich jako Christina Henry – 8 odcinków
- James Ransone jako Eddie Arceneaux – 8 odcinków
- Barry Shabaka Henley jako Terry Drake – 8 odcinków
- Callie Thompson jako Lisa Billets – 8 odcinków
- Kent Shocknek jako on sam – 8 odcinków
- Brian D. Mason jako Winston – 8 odcinków
- Lynn Collins jako Alicia Kent – 8 odcinków
- Julie Ann Emery jako Sylvia Reece, agent – 8 odcinków

## Odcinki
| Sezon | Sezon | Odcinki | Oryginalna emisja Amazon Prime Video | Oryginalna emisja Amazon Prime Video | Oryginalna emisja 13 Ulica Amazon Prime Video | Oryginalna emisja 13 Ulica Amazon Prime Video | Oryginalna emisja 13 Ulica Amazon Prime Video |
| Sezon | Sezon | Odcinki | Premiera sezonu                      | Finał sezonu                         | Premiera sezonu                               | Finał sezonu                                  |                                               |
| ----- | ----- | ------- | ------------------------------------ | ------------------------------------ | --------------------------------------------- | --------------------------------------------- | --------------------------------------------- |
|       | 1     | 10      | 13 lutego 2015                       | 13 lutego 2015                       | 8 lutego 2016                                 | 28 marca 2016                                 |                                               |
|       | 2     | 10      | 11 marca 2016                        | 11 marca 2016                        | 3 października 2016                           | 5 grudnia 2016                                |                                               |
|       | 3     | 10      | 21 kwietnia 2017                     | 21 kwietnia 2017                     | 21 kwietnia 2017                              | 21 kwietnia 2017                              |                                               |
|       | 4     | 10      | 13 kwietnia 2018                     | 13 kwietnia 2018                     | 13 kwietnia 2018                              | 13 kwietnia 2018                              |                                               |
|       | 5     | 10      | 19 kwietnia 2019                     | 19 kwietnia 2019                     |                                               |                                               |                                               |

## Produkcja
17 marca 2014 roku, Amazon Studios zamówiło pierwszy sezon serialu Bosch. 19 marca 2015 roku Amazon Studios ogłosiło zamówienie 2 sezonu. 4 kwietnia 2016 roku Amazon Studios ogłosiło zamówienie 3 sezonu. 17 października 2016 roku Amazon Studios ogłosiło przedłużenie serialu o czwarty sezon. 13 lutego 2018 roku, platforma Amazon zamówiła piąty sezon. 15 listopada 2018 roku, platforma Amazon zamówiła szósty sezon. W połowie lutego 2020, platforma Amazon poinformowała, że wyprodukuje jeszcze siódmy, ostatni sezon.